# Ângelo Dário Rizzi
Ângelo Dário Rizzi (Pedreira 25 de outubro de 1921-?) foi um político brasileiro nomeado prefeito do Distrito Federal. Dário Rizzi, como era mais conhecido, exerceu o cargo entre 13 de outubro e 6 de novembro de 1961, sucedendo o prefeito interino Diogo Lordello de Mello (1924-2004) do (PSD).

## Biografia
Dário Rizzi nasceu no município de Pedreira no dia 26 de outubro de 1921. Juntamente com seu irmão Antonio Rizzi fundou em Pedreira a Fábrica de Louças Santa Rita no ano de 1941. Rizzi foi um dos fundadores, em 7 de maio de 1969, do Instituto de Psiquiatria de Tupã (IPT), no município paulista homônimo, considerado no ano de 2009 o quinto melhor hospital em psiquiatria do Estado de São Paulo.

### Administração no Distrito Federal
Após um breve mandato de Israel Pinheiro (1896-1973), o cargo de prefeito do Distrito Federal foi assumido por Paulo de Tarso Santos (1926-2019), nomeado pelo presidente Jânio Quadros em fevereiro de 1961, onde permaneceu por apenas seis meses até a renúncia do Presidente, passando o posto para Ângelo Dário Rizzi no dia 25 de setembro daquele mesmo ano durante o regime parlamentarista do primeiro-ministro Tancredo Neves. Durante seu mandato ocorreram, na então nova capital do país, os Primeiros Jogos Colegiais de Brasília em 1960, organizado pelo Departamento de Turismo e Recreação da PDF, em comemoração ao dia do professor.

## Vida pessoal
Ângelo Dário Rizzi foi casado com Nedda de Sousa Lima, com quem teve cinco filhas: Maria Christina, Maria Ângela, Maria Beatriz, Maria Carolina e Maria Regina, todas elas de sobrenome "de Souza Lima Rizzi".